# 颱風海神 (2020年)
颱風海神（英語：Typhoon Haishen，國際編號：2010，聯合颱風警報中心：WP112020，菲律賓大氣地球物理和天文管理局：Kristine）是2020年太平洋颱風季第10個被命名的熱帶氣旋，亦是第5个达到台风强度的热带气旋。「海神」一名由中國大陸所提供，是中國傳統習俗中，海上人員與漁民在出海作業前或遇上惡劣天氣時，以祈求平安的神祇。
海神的起源可追溯至一个在关岛附近发展的低壓區。8月31日，联合台风警报中心对其发出熱帶氣旋形成警報，此时该系统正向西南移动并快速整合。次日该系统被升格为热带低气压 ，并持续向西南方向移动，在当日晚些时候被日本氣象廳升格为热带风暴，并命名为“海神”
 。协调世界时9月2日12时，海神移动到菲律賓大氣地球物理和天文管理局之责任范围并被命名为“克里斯汀（Kristine）”。当日晚些时候海神增强为台风。9月3日海神出现了显著增强，此时其改向西北方向移动并进入了一个更加适宜的环境。当日海神增强为三级台风，并在眼壁置換之前发展出了一个针状风眼。在眼壁置换不久后海神继续增强，联合台风警报中心估计此时海神中心风速达到了140节，即五级台风的下限风速，此时海神置换出了一个新的对称而清晰的风眼。
随着海神向北移动，其所处的纬度上升使其所处海域的海温不再足以支持如此强大的天气系统。其结构开始变得松散，中心风力与气压也开始下降。卫星图像显示其原先的风眼结构不复以往并出现破损，德沃夏克分析法的结果显示海神正在逐渐减弱。9月5日，海神的内眼壁开始收缩，风眼结构消失，并减弱为三级台风。次日海神进一步减弱为二级台风，并在日本和韩国登陆。此后海神移入朝鲜境内，并最后在中朝边境转化为溫帶氣旋。
海神是两周内继台风巴威和台风美莎克之后第三个登陆朝鲜半岛的热带气旋。

## 气象历史
2020年8月29日，联合台风警报中心开始追踪位于关岛东北数百公里的一个熱帶擾動。次日，随着该扰动结构的快速整合，联合台风警报中心对该低壓區发出熱帶氣旋形成警報，并进而在次日升格其为热带低气压，并给予其编号“11W”。随着系统向西南方向移动，其快速增强为一热带风暴。日本氣象廳随后也将其升格为热带风暴，并命名为“海神”。在此之后海神受到副热带高气压带的扩张影响持续向西南方向移动，并在此时整合并强化其低层環流，随后沿副热带高气压之边缘改向西北方向移动。此时海神逐渐移入菲律宾海东北部，其处于海温30-31摄氏度、垂直風切變仅有15节的环境下，因此得以快速增强。在9月3日海神出现了显著增强，发展出了一个针状风眼并进入眼壁置換阶段，此时其强度达到了三级台风标准。结束眼壁置换后海神继续增强，形成了一个新的，且对称清晰的风眼和更加强大的外眼壁。NASA的卫星扫描显示，海神此时云顶温度已经变得很低。联合台风警报中心评估当时海神之强度为140节，即五級颱風的下限水平。
随后海神继续向西北方向移动。在通过冲绳附近海域之前，由于海神所处区域之海温仍维持在28-29摄氏度，并且垂直风切变仍然维持较低水平，其强度得以维持。之后随着纬度升高和海温环境变得更加恶劣，海神的核心开始遭到破坏，从卫星云图上可以看出风眼开始破损。此时海神逐渐减弱至三级台风强度。此后海神继续北上并进入西风区，强度持续减弱。9月6日，海神通过日本九州岛西部海域，受周边地形摩擦影响其强度略微减弱，但仍维持此强度直至在韩国蔚山广域市登陆，中心最低气压970百帕。随后海神继续北上，最终从江原道束草市附近进入日本海。海神在9月7日晚10时再次在朝鲜咸镜南道咸興市东北面再次登陆，随后在中朝边境转化为溫帶氣旋。

## 防灾措施

### 韩国
韓國氣象廳在9月5日警告称随着海神的北上，全国都将经历一次暴风雨的过程，特别是本国东部的江原道和嶺東地方，以及两个离岛郁陵岛和独岛。韩国气象厅还警告称在其南海岸和东海岸将有强浪产生。时任韩国总统文在寅在6日指示，在预计台风经过的江原道和郁陵岛地区必要时应疏散居民以防止人员伤亡，并仔细检查港湾和港内船舶，以及其他工业设施。他还指示地方政府有必要时可以接管海岸公路和隧道，并调整工作时间以防止意外。

### 日本
9月4日，日本内阁举行关于台风海神的应急会议，并在稍后发出的通告中指出台风可能在5到7日吹袭冲绳以及九州地区。时任日本首相安倍晋三及内阁要求相关地方政府尽快制定安全疏散计划、在2019新型冠状病毒病疫情防控的政策下尽可能避免人员接触并尽量安排足够的安置点。当日，陸上自衛隊第8師團接鹿儿岛知县的要求，派遣部队前往十島村协助当地居民撤离避难。

### 中国大陆
国家防汛抗旱总指挥部在7日召开会商调度会，要求相关地区防指密切关注台风发展动态，加强监测预警和会商研判，严密排查薄弱环节和风险隐患，提醒海上船只和作业人员提前离开危险水域，果断提前转移危险区人员。当日防总发出台风Ⅲ级应急响应，并向内蒙古、辽宁、吉林、黑龙江防指发出通知，要求进一步扎实做好台风防范工作。

## 影响

### 日本

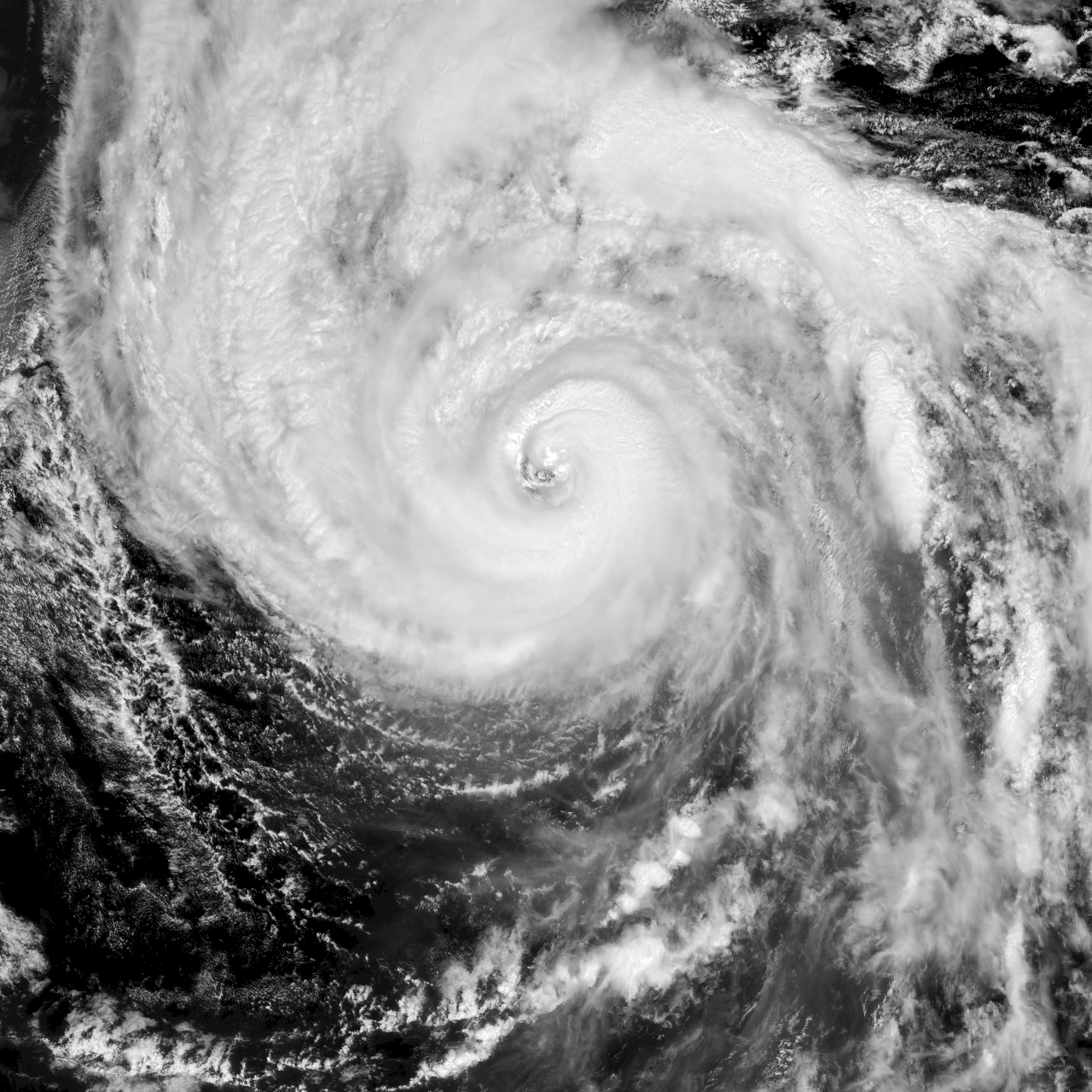
9月6日掠过奄美大岛的台风海神

从9月4日傍晚开始冲绳县大東群島开始进入台风海神的强风区，当地气象台在9月5日对大东群岛和沖繩本島发布了暴风警报。大东群岛一度进入海神的暴风圈内，风暴中心最近时离南大東島仅有30公里，岛上的气象站测得最低941.8百帕的最低海平面气压。在南大東村，9月5日的晚上和9月6日凌晨分别测得最大瞬时风速和最大持续风速51.6m/s和35.0m/s。受台风带来的暴风影响，南大東機場和北大東機場都出现了停電的状况。在南大东岛出现了一小时33.5毫米降水量的暴雨，名護市受暴雨影响一度被发出了洪水警报。此外，冲绳本岛附近出现了8米高的大浪，大东群岛附近更是录得14米高的巨浪。两地也出现了1米高以上的风暴涨水。随着海神继续北上并穿过五島列島，九州岛全域和本州岛上的山口县都受到了海神的暴风圈影响，在上述区域有68个气象观测站刷新了其最大瞬间风速记录。在长崎县长崎市测得了59.4m/s的最大瞬时风速。宮崎縣是受暴雨影响最严重的县，西米良村在9月6日出现了364.55毫米的降水，并刷新了该站点自1979年设站开始的记录。在虾野市和東臼杵郡在整个过程中的总降水量接近600毫米。日本本土四岛最南端的南大隅町受风暴影响出现了高202毫米的风暴涨水。
根据日本消防厅的数据，全日本受海神的影响，有3人丧生、3人失踪，109人不同程度受伤。在宫崎县椎葉村，6日的暴雨导致的山体滑坡致使1人死亡，3人失踪。此外有1,437栋建筑不同程度受损，127栋建筑物出现水浸。在鹿儿岛市，ENEOS控股的一个室外石油储罐发生原油泄漏，泄漏的原油量有40升。在兵库县宍粟市，6户14人受暴雨导致的道路损坏和树木倒伏影响被一度孤立。受台风影响，九州電力管区内有超过45万户停电，其中鹿儿岛县有超过21万户停电，占县内总户数的18.4%。全九州有179万人被要求强制避难，另有679万人被发出避难劝告。其中熊本市的全部市民都被发出避难指示。根据农林水产省统计，全日本相关产业损失达125.1亿日元。
受海神影响，5日至7日那霸、石垣、奄美大岛、宮古機場的145班次航班被取消。福岡地鐵在9月7日停止运营，博多站始发的JR九州山陽新幹線和九州新幹線以及在來線也同时停运。福冈机场7日出现了大规模的航班取消及延误，全日空和日本航空在内的多家航空公司取消了当日的所有航班，另有一些其他公司决定将航班延迟至当日晚些时候再行定夺。此外在九州岛上的大量高速公路和福冈市内高速被禁止通行。

### 韩国

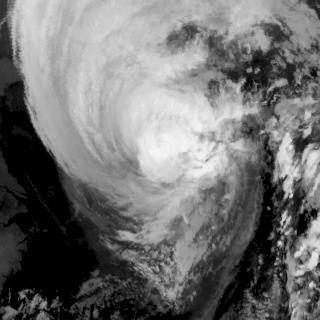
海神於9月7日在南韓登陸

台风海神从9月6日晚间开始接近济州岛东南侧海域，并在次日凌晨开始接近韩国庆尚南道海岸。济州的山区受地形和海神环流影响出现了暴雨，特别是在漢拏山國立公園内，有多个站点在6日和7日录得超过200毫米的单日降水，部分站点在7日甚至录得超过300毫米的降水量。随着海神继续北上并于7日早晨8时许在蔚山广域市登陆，韩国气象厅对济州特别自治道、庆尚北道、庆尚南道和江原道东部的嶺東地方发出了台风警报，并在全国范围内发出了台风注意报。在登陆地附近的浦项市和蔚山广域市有多个站点测得飓风以上风力，其中在浦项市南区测得最大瞬时风力42.3m/s。
受海神影响，全韩国有2人因相关灾害丧生，5人受伤。江原道三陟市的一名43岁工人在采矿撤离过程中不慎掉入排水道中，9日清晨其遗体在南阳洞的一个港口被发现。在庆尚南道巨濟市，一位57岁造船厂职员在晚上与同事饮酒后失踪，三日后其遗体在附近海岸被发现。
根据韩国农林畜产食品部在9月9日发布的数据，受海神影响全国共有占地8,425公顷的农作物受灾，受灾较严重的全罗北道、庆尚北道和忠清南道都出现了1,000公顷以上的农作物毁损。独岛的东岛码头遭受先前的台风美莎克和海神连续袭击而被严重破坏，导致其短期内无法修复，这迫使客运公司中断了独岛与郁陵岛和浦项市之间的定期客船航线。在釜山广域市，一些工厂由于前期台风美莎克造成的建筑损坏尚未修复而又遭遇海神袭击，其结构遭到了进一步的破坏。在沙下区的一间工厂，刚刚修补的屋顶和外墙被暴雨再一次破坏，造成了四千万韩元的额外损失。機張郡的一些工厂因为停电而被迫停产，影岛区一家公司的海上建筑被风暴潮严重损坏。在江原道东海岸的六个市郡，大量垃圾被风暴冲上海岸或港口，致使襄阳郡、江陵市和三陟市的部分港口停止运作。据估计这些海岸上的垃圾总量达到一万吨以上，需要花费数十亿韩元对其进行处理。海神吹袭期间全韩国有超过75,000户家庭停电。在慶州市的月城核电厂，雷击触发了2号和3号机组的继电器，并导致其一时停止运作。
受台风影响，濟州機場在9月6日和7日取消了总计137个起飞航班，济州港也中断了前往木浦市和莞島郡等地的9条航线。除此之外，在金浦国际机场和金海国际机场有数十个航班被取消，蔚山、光州和清州國際機場也有多个航班取消。此外，新安郡的千四大桥在7日早晨由于出现强风而禁止通行。另外在大邱广域市、釜山广域市和江原道等地共有51条道路实施了交通管制。7日凌晨，全羅南道順天市的一辆汽车失控撞上护栏并倾覆、長城郡发生了三车连环追尾事故，所幸并无人员丧生。韓國鐵道公社在6日的公告中称将中断次日嶺東線、慶北線和東海線的一切列车服务。京釜線将只在首尔-东大邱区间运行，太白線和中央线也只在清凉里-堤川区间运行。另外，受台风影响全韩国共有91条航路的118班次渡船被取消。

### 朝鲜
据朝鲜中央通讯社报道，海神带来的暴雨使得江原道元山市、咸镜南道新浦市和咸镜北道金策市出现严重水浸。朝鲜中央电视台在9月7日每半小时或一小时进行一次台风实况报道。据联合国相关部门估计，江原道有至少18,700人受灾。高城郡出现了13平方公里的水浸，安邊郡也有10平方公里土地被淹没。

### 中國大陸
随着海神持续北上，中国國家氣象中心於9月5日10時發布颱風藍色預警信號。海神在9月8日凌晨移入吉林省延边朝鲜族自治州和龙市境内并很快转化为温带气旋。受海神影响，吉林省珲春市在7至9日出现了168毫米的降水，黑龙江省绥芬河市出现了156毫米的降水并打破该站点的历史记录。海神给中国东北带来了8到9级局地10级的阵风，最大风速出现在牡丹江市，达27.8m/s。中國东北23条河流发生超警以上洪水，辽宁省多个水库在暴雨影响下开闸泄洪。在延边朝鲜族自治州，全州所有学校受台风影响在7日和8日停课，该州还停运了所有客运班线和包车。此外，该州有多班列车停运，延吉机场取消了往返北京和上海虹桥机场的多架班机。

### 台灣
雖然海神沒有直接為台灣帶來威脅，但其巨大環流依然為附近海域帶來大浪。9月7日，大溪漁港燈塔附近有釣客被瘋狗浪捲入海中，造成4死6傷。

## 外部連結
| 太平洋颱風季             |
| 主題頁 - 專題 - 編輯指南 |

- （日語）日本氣象廳首頁 （页面存档备份，存于）
- （英文）聯合颱風警報中心首頁 （页面存档备份，存于）
- （简体中文）中國國家氣象中心首頁 （页面存档备份，存于）
- （繁體中文）臺灣中央氣象局首頁 （页面存档备份，存于）
- （繁體中文）香港天文台首頁 （页面存档备份，存于）
- （繁體中文）澳門地球物理暨氣象局首頁 （页面存档备份，存于）
- （英文）菲律賓大氣地球物理和天文管理局 惡劣天氣公告 （页面存档备份，存于）
- （泰文）泰國氣象局首頁 （页面存档备份，存于）